# Federico V de Baden-Durlach
Federico V de Baden-Durlach (Sulzburg, 6 de julio de 1594-Durlach, 8 de septiembre de 1659) fue margrave de Baden-Durlach desde 1622 hasta su muerte.

## Biografía
Federico era hijo del margrave Jorge Federico I de Baden-Durlach y de Juliana de Salm-Neufville. En su juventud recibió una sólida educación. Entre 1613 y 1614 viajó a por toda Europa visitando Francia, Gran Bretaña y los Países Bajos.
El 22 de abril de 1622 ascendió al trono al abdicar su padre a su favor, aunque no pudo ejercer su poder hasta mayo de 1627 debido a la victoria católica en batalla de Wimpfen. Fue miembro de la Fructífera Sociedad fundada por Luis I de Anhalt-Köthen.
Murió en 8 de septiembre de 1659 a la edad de 65 años.

## Matrimonio e hijos
Contrajo matrimonio en primeras nupcias en 1616 con Bárbara de Wurtemberg, hija de Federico I, duque de Wurtemberg, con quien tuvo los siguientes hijos:
- Federico (1617-1677)
- Sibila (1618-1623)
- Carlos Magno (1621-1658)
- Bárbara (1622-1639)
- Juana (1623-1661), casada en 1640 con el Mariscal de Campo Johan Banér y a su muerte, vuelta a casar con Henri de Tour
- Federico (1625-1645)
- Cristina (1626-1627).

Al quedar viudo, Federico esposó en 1627 a Leonora de Salm-Laubach, hija de Otón I de Salms-Laubach, con quien tuvo los siguientes hijos:
- Ana (1629-1629)
- Leonor (1630)
- Gustavo Adolfo (1631-1677), se convirtió al catolicismo y entró en la Orden de los Benedictinos en 1667. Fue nombrado Cardenal en 1673.

Por segunda vez viudo, Federico se casó en 1634 con Isabel de Waldeck-Eisenberg, hija del Conde Jacobo de Hohen-Geroldseck. Sin embargo, no tuvieron descendencia. Finalmente se casó con Isabel Eusebia de Fürstenberg en 1650 y tampoco tuvo hijos.